# Ökölvívás az 1996. évi nyári olimpiai játékokon
Az 1996. évi nyári olimpiai játékokon az ökölvívásban 12 súlycsoportban avattak olimpiai bajnokot. A küzdelmek egyenes kieséses rendszerben zajlottak, és mindkét elődöntő vesztese bronzérmet kapott. A legtechnikásabb ökölvívónak kiosztott Val Barker-díjat a kazak Vaszilij Zsirov kapta.

## Éremtáblázat
(Magyarország és a rendező ország csapata eltérő háttérszínnel, az egyes számoszlopok legmagasabb értéke illetve értékei vastagítással kiemelve.)
| Az 1996. évi nyári olimpiai játékok éremtáblázata ökölvívásban | Az 1996. évi nyári olimpiai játékok éremtáblázata ökölvívásban | Az 1996. évi nyári olimpiai játékok éremtáblázata ökölvívásban | Az 1996. évi nyári olimpiai játékok éremtáblázata ökölvívásban | Az 1996. évi nyári olimpiai játékok éremtáblázata ökölvívásban | Olimpia  |
| -------------------------------------------------------------- | -------------------------------------------------------------- | -------------------------------------------------------------- | -------------------------------------------------------------- | -------------------------------------------------------------- | -------- |
|                                                                | Ország                                                         | Arany                                                          | Ezüst                                                          | Bronz                                                          | Összesen |
| 1.                                                             | Kuba (CUB)                                                     | 4                                                              | 3                                                              | 0                                                              | 7        |
| 2.                                                             | Bulgária (BUL)                                                 | 1                                                              | 2                                                              | 0                                                              | 3        |
| 3.                                                             | Kazahsztán (KAZ)                                               | 1                                                              | 1                                                              | 2                                                              | 4        |
| 4.                                                             | Egyesült Államok (USA)                                         | 1                                                              | 0                                                              | 5                                                              | 6        |
| 5.                                                             | Oroszország (RUS)                                              | 1                                                              | 0                                                              | 3                                                              | 4        |
| 6.                                                             | Algéria (ALG)                                                  | 1                                                              | 0                                                              | 1                                                              | 2        |
| 6.                                                             | Thaiföld (THA)                                                 | 1                                                              | 0                                                              | 1                                                              | 2        |
| 6.                                                             | Ukrajna (UKR)                                                  | 1                                                              | 0                                                              | 1                                                              | 2        |
| 9.                                                             | Magyarország (HUN)                                             | 1                                                              | 0                                                              | 0                                                              | 1        |
|                                                                |                                                                |                                                                |                                                                |                                                                |          |
| 10.                                                            | Németország (GER)                                              | 0                                                              | 1                                                              | 3                                                              | 4        |
| 11.                                                            | Dél-Korea (KOR)                                                | 0                                                              | 1                                                              | 0                                                              | 1        |
| 11.                                                            | Fülöp-szigetek (PHI)                                           | 0                                                              | 1                                                              | 0                                                              | 1        |
| 11.                                                            | Kanada (CAN)                                                   | 0                                                              | 1                                                              | 0                                                              | 1        |
| 11.                                                            | Tonga (TGA)                                                    | 0                                                              | 1                                                              | 0                                                              | 1        |
| 11.                                                            | Törökország (TUR)                                              | 0                                                              | 1                                                              | 0                                                              | 1        |
|                                                                |                                                                |                                                                |                                                                |                                                                |          |
| 16.                                                            | Románia (ROU)                                                  | 0                                                              | 0                                                              | 2                                                              | 2        |
| 17.                                                            | Argentína (ARG)                                                | 0                                                              | 0                                                              | 1                                                              | 1        |
| 17.                                                            | Nigéria (NGR)                                                  | 0                                                              | 0                                                              | 1                                                              | 1        |
| 17.                                                            | Puerto Rico (PUR)                                              | 0                                                              | 0                                                              | 1                                                              | 1        |
| 17.                                                            | Spanyolország (ESP)                                            | 0                                                              | 0                                                              | 1                                                              | 1        |
| 17.                                                            | Tunézia (TUN)                                                  | 0                                                              | 0                                                              | 1                                                              | 1        |
| 17.                                                            | Üzbegisztán (UZB)                                              | 0                                                              | 0                                                              | 1                                                              | 1        |
|                                                                |                                                                |                                                                |                                                                |                                                                |          |
| Összesen                                                       | Összesen                                                       | 12                                                             | 12                                                             | 24                                                             | 48       |

## Érmesek
| Az 1996. évi nyári olimpiai játékok érmesei ökölvívásban |                                     |                                             |                                           |
| Versenyszám                                              | Arany                               | Ezüst                                       | Bronz                                     |
| Szupernehézsúly                                          | Volodimir Klicsko · Ukrajna (UKR)   | Paea Wolfgramm · Tonga (TGA)                | Alekszej Lezin · Oroszország (RUS)        |
| Szupernehézsúly                                          | Volodimir Klicsko · Ukrajna (UKR)   | Paea Wolfgramm · Tonga (TGA)                | Duncan Dokiwari · Nigéria (NGR)           |
| Nehézsúly                                                | Félix Savón · Kuba (CUB)            | David Defiagbon · Kanada (CAN)              | Nate Jones · Egyesült Államok (USA)       |
| Nehézsúly                                                | Félix Savón · Kuba (CUB)            | David Defiagbon · Kanada (CAN)              | Luan Krasniqi · Németország (GER)         |
| Félnehézsúly                                             | Vaszilij Zsirov · Kazahsztán (KAZ)  | I Szungbe (Lee Seung-Bae) · Dél-Korea (KOR) | Antonio Tarver · Egyesült Államok (USA)   |
| Félnehézsúly                                             | Vaszilij Zsirov · Kazahsztán (KAZ)  | I Szungbe (Lee Seung-Bae) · Dél-Korea (KOR) | Thomas Ulrich · Németország (GER)         |
| Középsúly                                                | Ariel Hernández · Kuba (CUB)        | Malik Beyleroğlu · Törökország (TUR)        | Mohamed Bahari · Algéria (ALG)            |
| Középsúly                                                | Ariel Hernández · Kuba (CUB)        | Malik Beyleroğlu · Törökország (TUR)        | Rhoshii Wells · Egyesült Államok (USA)    |
| Nagyváltósúly                                            | David Reid · Egyesült Államok (USA) | Alfredo Duvergel · Kuba (CUB)               | Jermahan Ibraimov · Kazahsztán (KAZ)      |
| Nagyváltósúly                                            | David Reid · Egyesült Államok (USA) | Alfredo Duvergel · Kuba (CUB)               | Karim Toʻlaganov · Üzbegisztán (UZB)      |
| Váltósúly                                                | Oleg Szaitov · Oroszország (RUS)    | Juan Hernández · Kuba (CUB)                 | Daniel Santos · Puerto Rico (PUR)         |
| Váltósúly                                                | Oleg Szaitov · Oroszország (RUS)    | Juan Hernández · Kuba (CUB)                 | Marian Simion · Románia (ROU)             |
| Kisváltósúly                                             | Héctor Vinent · Kuba (CUB)          | Oktay Urkal · Németország (GER)             | Bolat Nyijazimbetov · Kazahsztán (KAZ)    |
| Kisváltósúly                                             | Héctor Vinent · Kuba (CUB)          | Oktay Urkal · Németország (GER)             | Fathi Missaoui · Tunézia (TUN)            |
| Könnyűsúly                                               | Hoszin Szoltáni · Algéria (ALG)     | Toncso Toncsev · Bulgária (BUL)             | Terrance Cauthen · Egyesült Államok (USA) |
| Könnyűsúly                                               | Hoszin Szoltáni · Algéria (ALG)     | Toncso Toncsev · Bulgária (BUL)             | Leonard Doroftei · Románia (ROU)          |
| Pehelysúly                                               | Szomrak Khamszing · Thaiföld (THA)  | Szerafim Todorov · Bulgária (BUL)           | Pablo Chacón · Argentína (ARG)            |
| Pehelysúly                                               | Szomrak Khamszing · Thaiföld (THA)  | Szerafim Todorov · Bulgária (BUL)           | Floyd Mayweather · Egyesült Államok (USA) |
| Harmatsúly                                               | Kovács István · Magyarország (HUN)  | Arnaldo Mesa · Kuba (CUB)                   | Raimkul Malahbekov · Oroszország (RUS)    |
| Harmatsúly                                               | Kovács István · Magyarország (HUN)  | Arnaldo Mesa · Kuba (CUB)                   | Khadpo Vichai · Thaiföld (THA)            |
| Légsúly                                                  | Maikro Romero · Kuba (CUB)          | Bolat Zsumagyilov · Kazahsztán (KAZ)        | Albert Pakejev · Oroszország (RUS)        |
| Légsúly                                                  | Maikro Romero · Kuba (CUB)          | Bolat Zsumagyilov · Kazahsztán (KAZ)        | Lunka Zoltán · Németország (GER)          |
| Papírsúly                                                | Daniel Petrov · Bulgária (BUL)      | Mansueto Velasco · Fülöp-szigetek (PHI)     | Oleh Kirjuhin · Ukrajna (UKR)             |
| Papírsúly                                                | Daniel Petrov · Bulgária (BUL)      | Mansueto Velasco · Fülöp-szigetek (PHI)     | Rafael Lozano · Spanyolország (ESP)       |

## Magyar szereplés
- Kovács István aranyérmet szerzett harmatsúlyban.